# Libnotes (Libnotes) quadriplagiata
Libnotes (Libnotes) quadriplagiata is een tweevleugelige uit de familie steltmuggen (Limoniidae). De soort komt voor in het Oriëntaals gebied.